# Arrondissement de Johannisburg

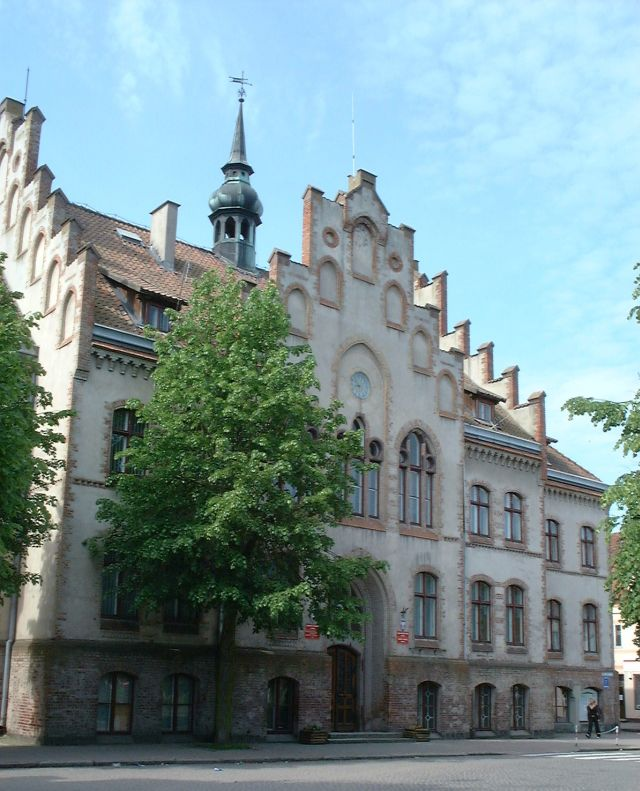
Hôtel de ville de Johannisburg

1818–1945
Entités précédentes :
- Royaume de Prusse

Entités suivantes :
- Pologne

L'arrondissement de Johannisburg (Landkreis Johannisburg), est une entité territoriale administrative au sud de l'ancienne province de Prusse-Orientale, disparue en 1945. Cet arrondissement exista de 1818 à 1945. Johannisburg signifie en allemand, le château fort de saint Jean.

## Géographie
Cet arrondissement représente une surface de 1 684 km2, dont 33,1 % de forêts, 11,4 % de landes, 11,3 % de rivières et de lacs. Seulement 44,2 % de l'arrondissement est recouvert de terres agricoles.
L'arrondissement de Johannisburg comprenait au 1er janvier 1945:
- Trois villes : Arys, Gehlenburg (avant 1938 : Bialla) et Johannisburg
- 166 villages de moins de deux mille habitants
- Trois anciens domaines seigneuriaux

## Démographie
- 1837 : 33 081 habitants (dont 89 % s'expriment en dialecte mazurien et 11 % en allemand)
- 1890 : 48 747 habitants (dont 76 % s'expriment en dialecte mazurien et 24 % en allemand)

Le référendum de 1920 sur la question de savoir si l'arrondissement devait appartenir à la nouvelle Pologne ou à l'Allemagne donne 33 817 voix pour rester en Allemagne et seulement 14 voix pour la Pologne, sur 38 964 inscrits.
- 1939 : 53 089 habitants, dont 6 541 demeurent à Johannisburg. 58,5 % habitants de l'arrondissement sont employés dans le secteur agricole.

## Histoire administrative

L'arrondissement de Johannisburg au sud-est, dans le district d'Allenstein (en rose) à partir de 1905

Après la réforme administrative du royaume de Prusse de 1818, l'arrondissement est intégré au district de Gumbinnen de l'est de la province de Prusse (pas encore nommé officiellement Prusse-Orientale). Il était formé des paroisses (Kirchspiele) suivantes : Arys, Bialla, Eckersberg (de), Drygallen, Groß Rosinsko, Johannisburg, Kumilsko.
Le siège de l'administration de l'arrondissement se trouvait à Johannisburg.
L'île de Fort Lyck, du lac de Spirding, est intégrée à l'arrondissement en 1819. Les provinces de Prusse-Orientale et de Prusse-Occidentale fusionnent en 1829, jusqu'à ce qu'elles soient à nouveau séparées, le 1er avril 1878 en Prusse-Occidentale et Prusse-Orientale.
La commune de Dietrichswalde sort de l'arrondissement, le 21 juillet 1875, pour être intégrée à l'arrondissement de Sensburg (de). L'arrondissement lui-même est intégré au nouveau district d'Allenstein, créé au sud de la province, le 1er novembre 1905. Les anciens domaines seigneuriaux sont supprimés par la réforme administrative du 30 septembre 1929 et intégrés aux communes rurales. Le Kreis devient Landkreis (arrondissement régional), le 1er janvier 1939.
L'arrondissement est envahi par l'URSS à partir de janvier-février 1945 et les populations s'enfuient. La Prusse-Orientale cesse d'exister et la zone de l'ancien arrondissement est intégrée à la Pologne.

## Administrateurs de l'arrondissement
- 1818–182900Ludwig Heinrichs
- 0000–183700von Oppeln-Bronikowski
- 1837–184700Müllner
- 1847–185100Robert Reuter (de)
- 1851–187300Rudolf von Hippel
- 1873–188800Eduard Maubach
- 1888–189300Maximilian Müller
- 1893–190200Max Engelhard
- 1902–190500Emil Kautz (de)
- 1905–191400Arthur Bollert (de)
- 1914–193000Georg Gottheiner (de)
- 1930–194500Herbert Ziemer

## Élections
Dans l'Empire allemand, l'arrondissement de Johannisburg forme avec les arrondissements d'Oletzko et de Lyck la 6e circonscription du district de Gumbinnen
- 1871 : George William von Simpson, Parti conservateur
- 1874 : Robert von Puttkamer, Parti conservateur
- 1875 : Adolf Hillmann, Parti progressiste allemand
- 1877 : Adolf Hillmann, Parti progressiste allemand
- 1878 : George William von Simpson, Parti conservateur
- 1881 : George William von Simpson, Parti conservateur
- 1884 : Eduard Maubach, Parti conservateur
- 1887 : Eduard Maubach, Parti conservateur
- 1890 : Otto Steinmann, Parti conservateur allemand
- 1893 : Otto Steinmann, Parti conservateur allemand
- 1895 : Udo de Stolberg-Wernigerode, Parti conservateur allemand
- 1898 : Udo de Stolberg-Wernigerode, Parti conservateur allemand
- 1903 : Udo de Stolberg-Wernigerode, Parti conservateur allemand
- 1907 : Udo de Stolberg-Wernigerode, Parti conservateur allemand
- 1910 : Fritz Kochan, Parti national-libéral
- 1912 : Hermann Reck, Parti conservateur allemand